# 欧拉代
欧拉代（法語：Auradé，法語發音：[oʁade]）是法国热尔省的一个市镇，属于欧什区。

## 地理
欧拉代（43°33'59"N, 1°3'28"E）面积21.32 平方千米，位于法国奧克西塔尼大區热尔省，该省份为法国西南部内陆省份，北起顺时针与洛特-加龙省、塔恩-加龙省、上加龙省、上比利牛斯省、大西洋比利牛斯省和朗德省接壤。
与欧拉代接壤的市镇（或旧市镇、城区）包括：利勒茹尔丹、奥索内尔河畔邦雷波、昂波、圣托马、昂杜菲耶勒、利亚斯、马雷斯坦、塞斯萨韦斯。

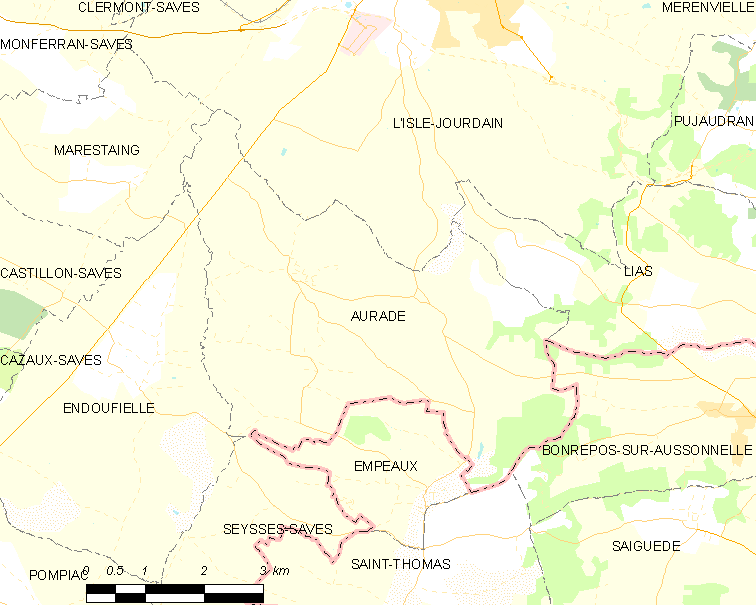
欧拉代的OSM定位图

欧拉代的时区为UTC+01:00、UTC+02:00（夏令时）。

## 行政
欧拉代的邮政编码为32600，INSEE市镇编码为32016。

## 政治
欧拉代所属的省级选区为利勒茹尔丹县。

## 人口

1962-2008年间欧拉代人口变化图示

欧拉代于2022年1月1日时的人口数量为676人。